# Dorzutek olszynówka
Dorzutek olszynówka (Eutomostethus ephippium) – gatunek błonkówki z rodziny pilarzowatych (Tenthredinidae).

## Opis
Długość ciała imago wynosi 5-7 mm. Całe ciało czarne, oprócz czerwonego scutum i pleurytów tułowia. Zdarzają się jednak formy w pełni czarne. Kolana i nasada goleni jasne. 
Larwy gąsienicowate, o długości 9-10 mm. Głowa żółtawa, z niewyraźnym czarnym pasem pośrodku górnej krawędzi czoła. Pas ten ciągnie się dalej wzdłuż grzbietu. Samo ciało szare. Nad każdą przetchlinką czarne plamki.

## Biologia
Zamieszkuje łąki, polany, zarośla. Dorosłe żywią się nektarem i spadzią, gąsienice natomiast żerują na różnych gatunkach traw (Poaceae). Imagines obserwowane od kwietnia do września, larwy jeszcze do października. Więcej niż jedno pokolenie w sezonie. Samice przeważnie partenogenetyczne; samce spotykane są niezwykle rzadko.

## Występowanie
Gatunek o rozmieszczeniu holarktycznym. Powszechny w Europie Zachodniej i Środkowej, rzadszy na północy i południu kontynentu. Pojedyncze obserwacje także z Azji Zachodniej i Środkowej. Prawdopodobnie introdukowany do Ameryki Północnej, gdzie jego występowanie skupione jest wzdłuż północnowschodniego wybrzeża. Obserwowany również na północnym zachodzie, w okolicach Seattle i Vancouver. 
W Polsce występuje pospolicie na terenie całego kraju.